# Município de Hinckley (condado de Medina, Ohio)
O município de Hinckley (em inglês: Hinckley Township) é um município localizado no condado de Medina no estado estadounidense de Ohio. No ano de 2010 tinha uma população de 7.646 habitantes e uma densidade populacional de 109,98 pessoas por km².

## Geografia
O município de Hinckley encontra-se localizado nas coordenadas 41° 14′ 57″ N, 81° 44′ 16″ O. Segundo o Departamento do Censo dos Estados Unidos, o município tem uma superfície total de 69.52 km², da qual 69,16 km² correspondem a terra firme e (0,52 %) 0,36 km² é água.

## Demografia
Segundo o censo de 2010, tinha 7.646 pessoas residindo no município de Hinckley. A densidade populacional era de 109,98 hab./km².